# بيل مولوي
بيل مولوي (بالإنجليزية: Bill Molloy) (28 أغسطس 1929 في المملكة المتحدة - ) هو لاعب كرة قدم بريطاني في مركز مهاجم داخلي. لعب مع نادي ساوثهامبتون ونادي ميلوول ونيوبورت كونتي وسنوداون كولياري ولفير ‏ ونونيتون بورو ‏ ونادي ليمنجتون وBedworth United F.C. ‏ وكانتربري سيتي ‏ ونادي دوفر ورجبي تاون.